# Centre historique de Saint-Pétersbourg et ensembles monumentaux annexes
Le centre historique de Saint-Pétersbourg et ensembles monumentaux annexes est un ensemble urbain inscrit au patrimoine mondial de l'humanité par l'UNESCO depuis 1990. Inscrit lors de la 14e session du Comité du patrimoine mondial, il est le premier site soviétique et russe classé au patrimoine mondial, simultanément avec le kremlin de Moscou et Place Rouge, la Cathédrale Sainte-Sophie et la Laure des Grottes de Kiev, le Pogost de Kiji et Itchan Kala.

## Liste
| Identifiant | Identifiant | Identifiant | Image | Nom en français | Nom en anglais | Surface    |
| ----------- | ----------- | ----------- | ----- | --- | --- | ---------- |
| 540-001     | 540-001     | 540-001     |       | Centre historique de Saint-Pétersbourg | Historic Centre of Saint-Petersburg                                                                                                 | 3,934 ha   |
| 540-002     | 540-002     | 540-002     |       | La partie historique de la ville de Kronstadt                                                                                                 | The Historical Part of the Town of Kronstadt                                                                                        | 83.7 ha    |
| 540-003     | 540-003     | 540-003     |       | Installations défensives de la forteresse de Kronstadt :                                                                                      | Defensive installations of the Fortress of Kronstadt:                                                                               |            |
|             | 540-003a    | 540-003a    |       | Forts de l'île de Kotline | Forts of the Island Kotlin | 55.4 ha    |
|             |             | 540-003a 1  |       | Le fort côtier « Chanetz » (« Alexandre et Nikolaï Chanetz »)                                                                                 | The Coastal fort “Shanetz” (“Alexander and Nikolai Shanetz”)                                                                        | 20.8 ha    |
|             |             | 540-003a 2  |       | Le Fort Côtier « Récif » | The Coastal Fort «Reef» | 14.6 ha    |
|             |             | 540-003a 3  |       | Fort «Constantin» | Fort «Constantin» | 19.7 ha    |
|             | 540-003b    | 540-003b    |       | Forts du Golfe de Finlande : | Forts of the Gulf of Finland: | 195.5 ha   |
|             |             | 540-003b 1  |       | Fort «Obroutchev» («Krasnoarmeïski») | Fort «Obrutchev» («Krasnoarmeysky»)                                                                                                 | 27.5 ha    |
|             |             | 540-003b 10 |       | Fort «Paul Ier» («Riesbank») | Fort «Paul I» («Riesbank») | 5.1 ha     |
|             |             | 540-003b 11 |       | Fort «Kronchlot» | Fort «Kronshlot» | 13.1 ha    |
|             |             | 540-003b 12 |       | Fort «Alexandre Ier» | Fort «Alexander I» | 3.4 ha     |
|             |             | 540-003b 13 |       | Fort «Pierre Ier» | Fort «Peter I» | 15.7 ha    |
|             |             | 540-003b 14 |       | Batterie sud n°1 | Southern battery No. 1 | 8.2 ha     |
|             |             | 540-003b 15 |       | Batterie sud n°2 («Dzitchkanets») | Southern battery No 2 («Dzichkanets»)                                                                                               | 5.9 ha     |
|             |             | 540-003b 16 |       | Batterie sud n°3 (« Milioutine ») | Southern battery No 3 («Milyutin»)                                                                                                  | 10.6 ha    |
|             |             | 540-003b 17 |       | Phare de Tolboukhine sur l'île de Tolboukhine                                                                                                 | Tolbukhin Lighthouse on Tolbukhin Island                                                                                            | 0.3 ha     |
|             |             | 540-003b 2  |       | Fort «Totleben» («Pervomaïski») | Fort «Totleben» («Pervomaysky») | 22.6 ha    |
|             |             | 540-003b 3  |       | Batterie du Nord n°1 | Northern battery No. 1 | 11.9 ha    |
|             |             | 540-003b 4  |       | Batterie du Nord n°2 | Northern battery No. 2 | 9.3 ha     |
|             |             | 540-003b 5  |       | Batterie du Nord n°3 | Northern battery No. 3 | 9.9 ha     |
|             |             | 540-003b 6  |       | Batterie du Nord n°4 («Zverev») | Northern battery No. 4 («Zverev»)                                                                                                   | 13 ha      |
|             |             | 540-003b 7  |       | Batterie du Nord n°5 | Northern battery No. 5 | 12.1 ha    |
|             |             | 540-003b 8  |       | Batterie du Nord n°6 | Northern battery No. 6 | 13.9 ha    |
|             |             | 540-003b 9  |       | Batterie du Nord n°7 | Northern battery No. 7 | 13.3 ha    |
|             | 540-00Зс    | 540-00Зс    |       | Forts de la côte du golfe de Finlande : | Forts of the Coast of the Gulf of Finland:                                                                                          | 456.6 ha   |
|             |             | 540-003c 1  |       | Fort « Ino » | Fort «Ino» | 153.8 ha   |
|             |             | 540-003c 2  |       | Fort « Seraïa LoChad » | Fort «Seraya Loshad» | 82.8 ha    |
|             |             | 540-003c 3  |       | Fort «Krasnaïa Gorka» | Fort «Krasnaya Gorka» | 229 ha     |
|             | 540-003d    | 540-003d    |       | Génie civil | Civil Engineering |            |
|             |             | 540-003d 1  |       | La barrière de caissons | The Barrier of Cribwork |            |
|             |             | 540-003d 2  |       | La barrière du tas | The Barrier of Pile |            |
|             |             | 540-003d 3  |       | La barrière de pierre | The Barrier of Stone |            |
| 540-004     | 540-004     | 540-004     |       | Schlisselbourg. Canaux du Vieux Ladoga et du Nouveau Ladoga.                                                                                  | Schlisselburg. Old Ladoga and New Ladoga canals                                                                                     | 85.7 ha    |
| 540-005     | 540-005     | 540-005     |       | L'ensemble de la forteresse d'Orechek (la forteresse de Schisselbourg)                                                                        | The ensemble of the Oreshek fortress (the Shlisselburgskaya fortress-                                                               | 7.3 ha     |
| 540-006     | 540-006     | 540-006     |       | Les ensembles palais et parc de la ville de Pouchkine (Tsarskoïe Selo)                                                                        | The Palace and Park Ensembles of the Town of Pushkin (Tzarskoe Selo)                                                                | 1,232.5 ha |
|             | 540-006a    | 540-006a    |       | Centre historique de la ville de Pouchkine, comprenant le palais Catherine                                                                    | Historical Centre of the Town of Pushkin, including the Catherine Palace                                                            | 472.9 ha   |
|             | 540-006b    | 540-006b    |       | Palais Alexandre et parc, y compris le parc de la ferme                                                                                       | Alexander Palace and park, including the Park of Farm                                                                               | 275.9 ha   |
|             | 540-006c    | 540-006c    |       | Le parc Babolovski | The Babolovsky Park | 296.7 ha   |
|             | 540-006d    | 540-006d    |       | Le parc Otdelni | The Otdelny Park | 189 ha     |
| 540-007     | 540-007     | 540-007     |       | Les ensembles palais et parc de la ville de Pavlovsk et son centre historique                                                                 | The Palace and Park Ensembles of the Town of Pavlovsk and its historical centre                                                     | 886.5 ha   |
|             | 540-007a    | 540-007a    |       | Centre historique de la ville de Pavlovsk, comprenant le palais et le parc de Pavlovsk                                                        | Historical Centre of the Town of Pavlovsk, including the Pavlovsky Palace and Park                                                  | 695 ha     |
|             | 540-007b    | 540-007b    |       | Le parc «Alexandrova Datchas» | The Park «Alexandrova Datchs» | 44.5 ha    |
|             | 540-007c    | 540-007c    |       | Villa de Iou. P. Samoïlova | Yu.P.Samoilova's Villa | 23 ha      |
|             | 540-007d    | 540-007d    |       | «La Ménagerie» | «The Menagerie» | 80.1 ha    |
|             | 540-007e    | 540-007e    |       | Le Parc «Marientahl» | The Park «Mariental» | 43.9 ha    |
| 540-008     | 540-008     | 540-008     |       | Observatoire de Poulkovo | Pulkovskaya Observatory | 155.4 ha   |
| 540-009     | 540-009     | 540-009     |       | L'ensemble palais et parc du village de Ropcha                                                                                                | The Palace and Park Ensemble of the Village of Ropsha                                                                               | 102.3 ha   |
| 540-010     | 540-010     | 540-010     |       | L'ensemble palais et parc du village de Gostilitsy                                                                                            | The Palace and Park Ensemble of the Village of Gostilitsy                                                                           | 141.5 ha   |
| 540-011     | 540-011     | 540-011     |       | L'ensemble palais et parc du village de Taïtsy. The Waterline Taytsky (système et équipement)                                                 | The Palace and Park Ensemble of the Village of Taytsy. The Waterline Taytsky (system and equipment)                                 | 154.9 ha   |
| 540-012     | 540-012     | 540-012     |       | Les ensembles palais et parc de la ville de Gatchina et son centre historique                                                                 | The Palace and Park Ensembles of the Town of Gatchina and its historical centre                                                     | 884 ha     |
|             | 540-012a    | 540-012a    |       | Centre historique de la ville de Gatchina, y compris le palais de Gatchina                                                                    | Historical Centre of the Town of Gatchina, including Gatchinsky Palace                                                              | 313.5 ha   |
|             | 540-012b    | 540-012b    |       | Parc «La Ménagerie» | Park «The Menagerie» | 403.7 ha   |
|             | 540-012c    | 540-012c    |       | Parc du Prieuré | Prioratsky Park | 166.8 ha   |
| 540-013     | 540-013     | 540-013     |       | Monastère côtier Saint-Serge | The Monastery Troitse-Sergieva Pustin                                                                                               | 26.8 ha    |
| 540-014     | 540-014     | 540-014     |       | Les ensembles palais et parc du village de Strelna et son centre historique                                                                   | The Palace and Park Ensembles of the Village of Strelna and its Historical Centre                                                   | 241.9 ha   |
|             | 540-014a    | 540-014a    |       | Centre historique du village de Strelna, y compris le palais de Strelna                                                                       | Historical Centre of the Village of Strelna, including Strelninsky Palace                                                           | 221.6 ha   |
|             | 540-014b    | 540-014b    |       | Datcha d'A.F. Orlov | A.F.Orlov's Datcha | 10.4 ha    |
|             | 540-014c    | 540-014c    |       | Datcha de P.K. Alexandrov (Palais de Lvov) | P.K.Alexandrov's Datcha (Lvovsky Palace)                                                                                            | 9.9 ha     |
| 540-015     | 540-015     | 540-015     |       | Le palais et le parc de la Datcha Mikhaïlovskaïa («Mikhaïlovka»)                                                                              | The Palace and Park of the Mikhailovskaya Datcha («Mikhailovka»)                                                                    | 116.5 ha   |
| 540-016     | 540-016     | 540-016     |       | Le palais et le parc de la Datcha de Znamenka («Znamenka»)                                                                                    | The Palace and Park of the Znamenskaya Datcha («Znamenka»)                                                                          | 108.4 ha   |
| 540-017     | 540-017     | 540-017     |       | Les ensembles palais et parc de la ville de Peterhof                                                                                          | The Palace and Park Ensembles of the Town of Peterhof and its                                                                       | 1,696.8 ha |
|             | 540-017a    | 540-017a    |       | Centre historique de la ville de Peterhof, comprenant le palais et le parc                                                                    | Historical Centre of the Town of Peterhof, including the Palace and Park                                                            | 640.1 ha   |
|             | 540-017b    | 540-017b    |       | Le parc du colonisateur | The Colonizer's Park | 29.1 ha    |
|             | 540-017c    | 540-017c    |       | Le parc des Près (du Lac) | The Lugovoy (Ozerkovy) Park | 400.4 ha   |
|             | 540-017d    | 540-017d    |       | Le parc anglais | The English Park | 197.9 ha   |
|             | 540-017e    | 540-017e    |       | Le Parc «Alexandria» | The Park «Alexandria» | 120.7 ha   |
|             | 540-017f    | 540-017f    |       | Le parc Alexandrieski | The Alexandriysky Park | 138.8 ha   |
|             | 540-017g    | 540-017g    |       | Le parc de la Ferme du Prince d'Oldenbourg | The Park of the Farm of Prince of Oldenburg                                                                                         | 27 ha      |
|             | 540-017h    | 540-017h    |       | Le système d'approvisionnement en eau de Peterhof                                                                                             | The Water-bringing system of Peterhof                                                                                               | 142.8 ha   |
| 540-018     | 540-018     | 540-018     |       | L'ensemble palais et parc «Sobstvennaïa Datcha»                                                                                               | The Palace and Park Ensemble «Sobstvennaya Datcha»                                                                                  | 66 ha      |
| 540-019     | 540-019     | 540-019     |       | L'ensemble palais et parc «Serguievka» | The Palace and Park Ensemble «Sergievka»                                                                                            | 105.7 ha   |
| 540-020     | 540-020     | 540-020     |       | Les ensembles palais et parc de la ville de Lomonossov                                                                                        | The Palace and Park Ensembles of the Town of Lomonosov                                                                              | 862.9 ha   |
|             | 540-020a    | 540-020a    |       | Centre historique de la ville de Lomonossov(Oranienbaum), comprenant l'ensemble du palais et du parc du parc supérieur et du jardin inférieur | Historical Centre of the Town of Lomonosov (Oranienbaum), including the Palace and Park Ensemble of the Upper Park and Lower Garden | 757 ha     |
|             | 540-020b    | 540-020b    |       | Le domaine des Mordvinov | The Mordvinov's Estate | 51.2 ha    |
|             | 540-020c    | 540-020c    |       | La Datcha de Maximov | The Maximov's Datcha | 10.5 ha    |
|             | 540-020d    | 540-020d    |       | Domaine de Zoubov «Otrada» | The Zubov's Estate «Otrada» | 12.1 ha    |
|             | 540-020e    | 540-020e    |       | Le domaine de Ratkov-Rojnov'a «Doubki» | The Ratkov-Rozhnov'a Estate «Dubki»                                                                                                 | 13.1 ha    |
|             | 540-020f    | 540-020f    |       | Domaine de S.K. Grieg «Sans Ennui» | S.K.Grieg's Estate «Sans Ennui» | 13 ha      |
|             | 540-020g    | 540-020g    |       | La Datcha de l'Hôpital | The Datcha of the Hospital | 6 ha       |
| 540-021     | 540-021     | 540-021     |       | Ville-institution scientifique du physiologiste I.P. Pavlov                                                                                   | Scientific Town-Institution of Physiologist I.P.Pavlov                                                                              | 29.2 ha    |
| 540-022     | 540-022     | 540-022     |       | L'Ensemble de la Datcha de Zinoviev (Domaine «Bogoslovka»)                                                                                    | The Ensemble of the Zinoviev's Datcha (Estate «Bogoslovka»)                                                                         | 83.1 ha    |
| 540-023     | 540-023     | 540-023     |       | Domaine «Pargolovo» de Chouvalov (E.A. Vorontsova-Dachkova)                                                                                   | The Shuvalov's (E.A.Vorontsova-Dashkova) Estate «Pargolovo»                                                                         | 149.9 ha   |
| 540-024     | 540-024     | 540-024     |       | «Ossinovaïa Rochtcha» d'E.I. Lopoukhina (Levachov, Viazemski)                                                                                 | The E.I.Lopukhina's (Levashov's, Viazemsky's) «Osinovaya Roshcha»                                                                   | 241.3 ha   |
| 540-025     | 540-025     | 540-025     |       | La côte nord | The Northern Coast | 1,115.6 ha |
|             | 540-025a    | 540-025a    |       | Le domaine de Steinbok-Fermor | The Steinbok-Fermor's Estate | 19.2 ha    |
|             | 540-025b    | 540-025b    |       | Le village d'Olguino | The Village of Olgino | 349.6 ha   |
|             | 540-025c    | 540-025c    |       | Le parc «Le plus proche de Doubki» | The Park «Nearest Dubki» | 11.4 ha    |
|             | 540-025d    | 540-025d    |       | Le parc «Doubki» | The Park «Dubki» | 67.9 ha    |
|             | 540-025e    | 540-025e    |       | Déversement de Sestroretsk | Sestroretsky Razliv | 456.7 ha   |
|             | 540-025f    | 540-025f    |       | Terioki (Zelenogorsk) | Terioki (Zelenogorsk) | 210.8 ha   |
| 540-026     | 540-026     | 540-026     |       | Le Domaine d'I.Répine «Les Pénates» | The I.Repin Estate «The Penates» | 3.8 ha     |
| 540-027     | 540-027     | 540-027     |       | Le cimetière du village de Komarovo | The Cemetery of the Village of Komarovo                                                                                             | 1.1 ha     |
| 540-028     | 540-028     | 540-028     |       | Bosquet de Lidoulovskaïa | Lindulovskaya Roshcha | 355.4 ha   |
| 540-029     | 540-029     | 540-029     |       | Le fleuve Neva avec ses berges | The Neva River with Banks | 5,450.7 ha |
| 540-030     | 540-030     | 540-030     |       | Banc d'Ijora (Glint) | Izhorsky Bench (Glint) | 2,473.7 ha |
| 540-031     | 540-031     | 540-031     |       | Hauteurs de Doudergofskié | Dudergofskie Heights | 853.8 ha   |
|             | 540-031a    | 540-031a    |       | Élévation de Doudergofskaïa | Dudergofskaya Elevation | 280.1 ha   |
|             | 540-031b    | 540-031b    |       | Krasnoïe Selo | Krasnoe Selo | 522.5 ha   |
|             | 540-031c    | 540-031c    |       | Duderhof (Mojaïski) | Dudergof (Mohzaisky) | 123.7 ha   |
| 540-032     | 540-032     | 540-032     |       | Élévation de Koltouchi | Koltushskaya Elevation | 113.9 ha   |
| 540-033     | 540-033     | 540-033     |       | Élévation de Ioukkovskaïa | Yukkovskaya Elevation | 507.8 ha   |
| 540-034     | 540-034     | 540-034     |       | Les Routes | The Roads |            |
|             | 540-034a    | 540-034a    |       | Route de Moscou (autoroute) | Moskovskaya Road (Highway) | 135.2 ha   |
|             | 540-034b    | 540-034b    |       | Autoroute de Kiev | Kievskoe Highway |            |
|             | 540-034c    | 540-034c    |       | Chemin de fer Saint-Pétersbourg - Pavlovsk | Railway Saint Petersburg - Pavlovsk                                                                                                 |            |
|             | 540-034d    | 540-034d    |       | Autoroute Pouchkine - Gatchina | Highway Pushkin - Gatchina |            |
|             | 540-034e    | 540-034e    |       | Autoroute Volkhonskoïe | Volkhonskoe Highway |            |
|             | 540-034f    | 540-034f    |       | Autoroute de Tallin | Tallinskoe Highway | 9.8 ha     |
|             | 540-034g    | 540-034g    |       | Route de Peterhorf (autoroute) | Peterhofskaya Road (Highway) | 427.7 ha   |
|             | 540-034h    | 540-034h    |       | Autoroute de Ropchino | Ropshinskoe Highway |            |
|             | 540-034i    | 540-034i    |       | Autoroute Gostilitsy | Gostilitskoe Highway |            |
|             | 540-034j    | 540-034j    |       | Autoroute du Littoral | Primorskoe Highway |            |
|             | 540-034k    | 540-034k    |       | Route de Vyborg (autoroute) | Vyborgskaya Road (Highway) | 250.9 ha   |
|             | 540-034l    | 540-034l    |       | Autoroute de Koltouchi | Koltushskoe Highway |            |
|             | 540-034m    | 540-034m    |       | Perspective Ligovskiy (ancien canal Ligovski)                                                                                                 | Ligovsky prospect (former Ligovsky canal)                                                                                           |            |
|             | 540-034n    | 540-034n    |       | Autoroute de Kronstadt | Kronstadtskoe Highway | 76.5 ha    |
| 540-035     | 540-035     | 540-035     |       | Les Fairways | The Fairways |            |
|             | 540-035a    | 540-035a    |       | La cannal maritime | The Maritime Channel |            |
|             | 540-035b    | 540-035b    |       | Petrovski | Petrovsky |            |
|             | 540-035c    | 540-035c    |       | Cronstadtski | Kronstadtsky |            |
|             | 540-035d    | 540-035d    |       | Zelenogorski | Zelenogorsky | 35.1 ha    |
| 540-036     | 540-036     | 540-036     |       | Le Mémorial à la mémoire de la défense de la ville en 1941-1944 «la Ceinture Verte de la Gloire de Léningrad»                                 | The Memorial in memory of the defense of the city in 1941-1944 «the Green Belt of Glory of Leningrad»                               |            |
|             | 540-036a    | 540-036a    |       | L'anneau de blocus | The Blocade Ring |            |
|             | 540-036b    | 540-036b    |       | La route de la vie | The Road of Life |            |
|             | 540-036c    | 540-036c    |       | Tête de pont d'Oranienbaum | Oranienbaumsky Springboard |            |